# Hegyi nádiantilop
A hegyi nádiantilop vagy hegyi bokorlakó antilop (Redunca fulvorufula) az emlősök (Mammalia) osztályának párosujjú patások (Artiodactyla) rendjébe, ezen belül a tülkösszarvúak (Bovidae) családjába és a nádiantilop-formák (Reduncinae) alcsaládjába tartozó faj.

## Előfordulása
A hegyi nádiantilop Közép- és Kelet-Afrika, valamint Dél-Afrika egyes részeinek dombos vidékein fordul elő.

## Alfajai
- nyugati hegyi nádiantilop (Redunca fulvorufula adamauae) Pfeffer, 1962 – Nigéria és Kamerun, veszélyeztetett
- chanler-hegyi nádiantilop (Redunca fulvorufula chanleri) W. Rothschild, 1895 – Uganda, Tanzánia, Kenya és Szudán
- déli hegyi nádiantilop (Redunca fulvorufula fulvorufula) (Afzelius, 1815) – Mozambik, Botswana, Dél-afrikai Köztársaság

## Megjelenése
Az állat hossza 110-130 centiméter, marmagassága 60-80 centiméter, farokhossza 20 centiméter és testtömege 20-30 kilogramm, a nőstény valamivel nehezebb, mint a hím. Szarva csak a bikának van; ez elérheti a 15 centimétert. Bundája vastag és gyapjas, fakó rozsdásszürke színű; fején, nyakán és farka felső részén vöröses sávok díszítik. Csupasz folt figyelhető meg a fül alatt.

## Életmódja
A hegyi nádiantilop nappal aktív. Laza közösségekben vagy párban él. Tápláléka fűfélék, levelek, gallyak, gyökerek és hajtások. Fogságban elérheti a 18 éves kort is.

## Szaporodása
Az ivarérettséget egyéves korban éri el. A párzási időszak nem évszakhoz kötött. A vemhesség 232 napig tart, ennek végén egy utód jön a világra.